# Gmina Poshnje
Gmina Poshnje (alb. Komuna Poshnje) – gmina położona w środkowej części Albanii. Administracyjnie należy do okręgu Berat w obwodzie Berat. W 2011 roku populacja gminy wynosiła 7375, 3597 kobiet oraz 3778 mężczyzn, z czego Albańczycy stanowili 88,09%, Romowie 0,76%, Arumuni 0,33% mieszkańców. Jej wschodnia granica leży na rzece Osum, który łączy się z rzeką Devoll tworząc Seman, który przepływa przez północną część gminy.
W skład gminy wchodzi dziesięć miejscowości: Agimi, Arrëza, Banaj, Çifliku, Gajda, Hinga, Kuçi, Malas Gropë, Polizhani, Poshnja, Syzezi, Sheqi.